# Société d'exploitation
Une société d’exploitation est un groupe organisé ayant pour but de tirer parti de quelque chose, à un niveau plus ou moins variable : transports, consommables, énergies, etc.

## Quelques exemples - liens internes
- Société d'exploitation industrielle des tabacs et des allumettes
- Société nationale d'exploitation et de distribution des eaux